# Campament Ariel Xaron
El Campament Ariel Xaron (en hebreu: מחנה אריאל שרון) (transliterat: Machane Ariel Sharon) també és anomenat la ciutat de les bases d'entrenament (en hebreu: עיר הבה"דים), és un complex de bases militars en construcció, que es troba en el desert del Néguev, en el sud d'Israel. El complex forma part de les Forces de Defensa d'Israel, i el seu nom prové de l'ex-Primer Ministre d'Israel, el polític i ex-militar israelià Ariel Xaron. L'import total del projecte és d'uns 50.000 milions de nous xéquels israelians (NIS).
Després de la finalització de les obres, serà la major base militar del país, comptarà amb la capacitat per acullir i entrenar a uns 10.000 reclutes. La base està situada prop de Jeroham, i prop de l'encreuament de Negev Junction entre les carreteres 40 i 224.
El complex servirà com una instal·lació d'entrenament militar, i acullirà a les bases 6, 7, 10, 11, 13, i 20, i també inclourà zones de reclutament i entrenament per no combatents. En total el complex cobrirà una àrea d'uns 230 dunams, (uns 230.000 metres quadrats).